# Вікові та меморіальні дерева Європи
Вікові та меморіальні дерева Європи — список:

## Охорона вікових і меморіальних дерев в Європі
Охорона вікових і меморіальних дерев в Європі має давню традицію. Найпершими, з XVII ст., опікою над віковими деревами стали займатися у Великій Британії та Німеччини (Пруссії). У Великій Британії першу книгу про вікові дуби було опубліковано ще у 1790 р., і ще в Вікторіанську епоху, вперше в Європі, 1000-річному дубу Мейджора було надано лікарську допомогу — під старі гілки поставлено підпори і запломбовано дупло за допомогою рідкого свинцю. Нині в багатьох європейських країнах видають книги, плакати та путівники, присвячені віковим і меморіальним деревам, проводять акції з лікування старих дерев, а охорону найбільш відомих у країні дерев фінансують спеціальним рядком у держбюджеті. У Польщі, Великій Британії, Італії нині час взято під охорону 22—26 тис. вікових і меморіальних дерев (для порівняння в Україні — усього близько 3 000 дерев).

## Найдавніші дерева Європи

### Дуби
- Дуб Боуторп, Велика Британія. Найбільший дуб  Англії. Вік понад 1000 років. Обхват стовбура 12,75 м. Занесений до  Книги рекордів Гіннеса. Гілки дуба підв'язані, а в його дуплі поміщається 39 осіб[2].
- Дуб Фредвіл, Велика Британія. Росте в  графстві Кент. Обхват 12,35 м, вік понад 1000 років[2].
- Великий дуб, Велика Британія. Росте в Вобурн-парку, округ Бедфоршайр. Обхват 9,3 м. Вік більше 1000 років[2].
- Дуб Робін Гуда. Росте в  Шервудському лісі. За легендою, це була штаб-квартира Робін-Гуда. Висота 25 м, вік понад 1000 років, обхват 9,15 м[2].
- Дуб Грос-Чене, Бельгія. Зростає пооблизу  Брюсселя. Обхват 10,4 м. Вік понад 1000 років[2].
- Стельмужський дуб, Литва. Висота 23 м. Обхват над землею дорівнює 13,50 м, а на рівні грудей — 9,58 м. Вік 1500 років. Дереву двічі ставили пломби в дупла. Росте в селищі Стельмуже в Заросайському районі на кордоні з  Латвією. Заповіданий в 1960 р.[2]
- Дуб Бартек, Польща. Росте в околицях міста Кельці. Обхват 9,85 м, висота 30 м, вік 1100 років. У 30-х рр. ХХ ст. рішенням спеціальної конкурсної комісії дуб Бартек був визнаний найбільшим і найстарішим деревом в країні. Цей могутній дуб став героєм багатьох народних переказів. Один з них свідчить, що під кроною самого знаменитого польського дерева в середні століття вершив суд могутній король Казимир Великий[2].
- Дуб-Каплиця, Франція. Зростає поблизу села Алувіль-Белефос. На ньому розташовані 2 каплиці. 10 м в обхваті, вік понад 1000 років[2].
- Дуб-Гільйотина, Франція. Росте в Бретані. Висота 20 м, обхват 9,65 м, вік понад 1000 років[2].
- Дуб Пестивьєн, Франція. Росте в Британії поблизу села Булат-Пестивьєн. Обхват 12,6 м, вік понад 1000 років[2].
- Дуб Карбайон де Валентин, Іспанія. Обхват стовбура 15 м. Вік понад 1000 років[2].
- Дуб Квіль Екен, Швеція. Один з найбільших і старих дубів Європи. Його обхват стовбура 14 м. Вік понад 1000 років[2].
- Дуб Олафа Пальмесекена, Швеція. Обхват 10,13 м. Вік понад 1000 років[2].
- Дуб Максима Залізняка — 1100-літній дуб, що росте на південному схилі Кириківського яру на території урочища Холодного Яру за селищем Будою Чигиринського району Черкаської області України. Широта обхвату його стовбура становить 9 метрів, висота — 24 метри.

### Маслини
- Маслина на острові Крит, Греція. Обхват 12,5 м, висота близько 15 м, вік понад 3000 років, вважається найстарішою оливою Середземномор'я. Росте на острові Крит в селищі Вувс[2].
- Двотисячолітня маслина, Чорногорія. Зростає в місті Бар, вік 2000 років. Символ міста Бара[2].
- Маслина, Хорватія. Вік 1300–1600 років. Росте на острові Великий Бріун[2].

### Тиси
- Фертингальський тис, Велика Британія. Найстаріше дерево країни. Вік 5000 років. За легендою під цим деревом народився Понтій Пілат. Обхват 16 м був ще в XVIII столітті. Росте в Шотландії[2].
- Ллангернівський тис, Велика Британія. Обхват 16 м. Висота 30 м. Вік 4000-5000 років. Найстаріший тис Уельсу[2].

### Сосни
- Сосна Байкушеваю, Болгарія. Вік 1300 років. Обхват 7,8 м, висота 26 м. Росте на горі Пірин, поблизу міста Банско. Знайдена болгарським лісоводом Констадіном Байкушевим[2].

### Липи
- Уппштедська липа, Німеччина. Обхват на рівні 1 м становить 14 м. Вік понад 1200 років[2].

### Платани
- Платан на острові Крит, Греція. Обхват 24 м, висота 30 м, вік 1000–2000 років. Росте на острові Крит у селищі Краси[2].
- Дерево Гіппократа, Греція. Платан віком 2400 років. За легендою під ним Гіппократ вчив своїх учнів вмінню лікувати[2].
- Платан на острові Евія, Греція. Вік 2300 років. Обхват 18 м, висота 30 м. Росте на острові Евія, біля села Прокопі. У дерева старе коріння, пагони більш молоді[2].

### Каштани
- Каштан сотні коней, Італія. Зростає поблизу вулкана Етна. Обхват 57 м, вік 2-4 тис. років. За легендою під ним ховалася від дощу королева, що проїжджала поруч зі 100 вершниками[2].

### Ялини
- Найдавніша ялина, Швеція. Ялина віком до 10 тис. років. Найстаріше дерево на планеті і найстаріша жива істота на планеті. Росте в Західній Швеції високо в горах. Вважається, що це дерево з'явилося відразу після  льодовикового періоду. У дерева старе коріння, пагони більш молоді[2].

## Ресурси Інтернету
- Фотогалерея найстаріші дерева Європи  [Архівовано 21 квітня 2014 у Wayback Machine.]

## Виноски
1. 1 2 3  Шнайдер С. Л., Борейко В. Е., Стеценко Н. Ф. 500 выдающихся деревьев Украины. — К.: КЭКЦ, 2011. — 203 с. (рос.)
2. 1 2 3 4 5 6 7 8 9 10 11 12 13 14 15 16 17 18 19 20 21 22 23 24 25  Фотогалерея найстаріші дерева Європи http://ecoethics.ru/category/eutrees/ [Архівовано 21 квітня 2014 у Wayback Machine.]